# Target Competition
La Target Competition è una scuderia automobilistica italiana con sede ad Appiano sulla Strada del Vino, in Italia, fondata dai fratelli Markus e Andreas Gummerer.

## Storia

### Primi anni
Fondata nel 2004, nei suoi primi anni di vita la scuderia ha partecipato a diverse Renault Clio Cup nazionali e alla Coppa Italia con una BMW M3. Il principale successo in questi anni è la vittoria della Coppa Italia nel 2009.
Nel 2013 la scuderia ha acquistato una SEAT León Supercopa e si è iscritta al trofeo monomarca della coppa europea turismo. Alla guida della vettura è stato ingaggiato Mario Dablander. L'esperienza si rivelerà ricca di successi; il pilota austriaco ottiene infatti tre vittorie di classe tra le quali una vittoria generale aggiudicandosi la vittoria del trofeo monomarca.

### SEAT León Eurocup
Nel 2014 la Target si è iscritta alla neonata SEAT León Eurocup, campionato riservato alle nuove SEAT León da coppa. Alla guida delle tre vetture acquistate sono stati ingaggiati Stefano Comini, Lorenzo Veglia e Jürgen Schmarl; ad alcune gare è stata poi iscritta una quarta vettura affidata a diversi piloti. Tra i piloti della Target il migliore è stato Comini, che tra gli altri risultati ha ottenuto tre vittorie che gli hanno valso il quarto posto finale con 56 punti. Veglia e Schmarl si sono invece classificati rispettivamente dodicesimo e tredicesimo.
Per il 2015 la scuderia ha espanso il suo programma a quattro vetture regolari. Mentre Comini e Veglia sono passati alle TCR International Series (il primo è stato promosso dalla stessa Target, mentre il secondo è stato ingaggiato dal Liqui Moly Team Engstler), Schmarl è stato confermato e accanto a lui sono stati ingaggiati Jordi Oriola, Mauricio Hernández e Andrina Gugger. La stagione non è però stata però positiva come la precedente; il miglior pilota è stato Oriola, che ha ottenuto il sesto posto finale, mentre Hernández, Schmarl e la Andrina Gugger si sono classificati rispettivamente undicesimo, ventesimo e ventunesima. Al termine della stagione, in seguito al passaggio a un'altra marca la scuderia si è ritirata dalla competizione.

### TCR International Series
Nel 2015, accanto alla partecipazione nella SEAT León Eurocup, la scuderia ha annunciato la partecipazione alle neonate TCR International Series, campionato alternativo al WTCC riservato a vetture con specifiche derivate proprio dalla SEAT León Eurocup. Al campionato sono state iscritte tre SEAT León Cup Racer, alla guida delle quali sono stati ingaggiati Stefano Comini (promosso dalla SEAT León Eurocup), Andrea Belicchi e Michel Nykjær. Al termine delle gare di Austria e Russia Belicchi e Nykjær hanno dovuto lasciare la scuderia per problemi di sponsorizzazione e sono stati sostituiti rispettivamente da Loris Hezemans e Rafaël Galiana. Oltre ai tre piloti regolari la scuderie ha iscritto occasionalmente altre vetture ad alcune gare, arrivando a schierare sei vetture nella gara finale di Macao. La stagione è stata ricca di successi, con ben nove vittorie su ventuno gare totali (sei per Comini, una per Belicchi e due per Nykjær) che sono valse il titolo piloti (con Comini) e il titolo scuderie. Al termine della stagione, nonostante la Target avesse vinto tutti i titoli a disposizione, il direttore Andreas Gummerer ha annunciato l'intenzione di vendere tutte le León della scuderia per passare a una nuova marca. Qualche giorno dopo è stato annunciato l'accordo tra la Target e la Opel per lo sviluppo della nuova Astra TCR.
Nel 2016, in seguito all'accordo con la Opel, sono state iscritte due Opel Astra TCR, alla guida della quale sono stati ingaggiati Jordi Oriola (promosso dalla SEAT León Eurocup) e il confermato Belicchi. Dopo la prima gara, tuttavia, la Opel ha richiamato le sue vetture per continuare lo sviluppo. Nella parte centrale della stagione la scuderia ha portato in pista una Honda Civic TCR guidata da Oriola e, dopo aver perso il supporto della Opel, ha portato in pista delle Honda Civic TCR e delle SEAT León Cup Racer affidate a vari piloti. I risultati sono stati prevedibilmente peggiori della stagione precedente; la Target ha infatti ottenuto una sola vittoria (ad opera di Roberto Colciago) e si è classificata sesta tra le scuderie con 66,5 punti. Al termine della stagione la Target ha scelto di non rinnovare la sua iscrizione al campionato per concentrarsi sul programma nel campionato tedesco TCR.

### ADAC TCR Germany Touring Car Championship
Nel 2016, in seguito al ritiro dalla SEAT León Eurocup, la scuderia ha annunciato l'iscrizione al neonato ADAC TCR Germany Touring Car Championship con la nuova Opel Astra TCR. Successivamente sono stati annunciati gli ingaggi di Josh Files, Jürgen Schmarl (confermato dalla SEAT León Eurocup) e Mike Beckhusen. A causa dei ritardi nello sviluppo della Astra la Target ha iniziato la stagione con le sue vecchie SEAT León Cup Racer per poi passare a delle Honda Civic TCR dalla gara di Oschersleben. Beckhusen ha lasciato la scuderia dopo tre gare ed è stato sostituito da vari piloti per il resto del campionato. A differenza di quanto accaduto nelle TCR International Series la scuderia ha disputato una stagione ricca di successi, ottenendo 6 vittorie su 14 gare e aggiudicandosi sia il titolo piloti (con Files) che il titolo scuderie.
Per il 2017 la scuderia si è ritirata dalle TCR International Series per concentrarsi sul campionato tedesco TCR. In seguito ha acquistato quattro nuove Audi RS3 LMS, alla guida delle quali sono stati ingaggiati Tom Lautenschlager, Tim Zimmermann, Gosia Rdest e Simon Larsson. Accanto alle Audi sono state iscritte anche due Civic già usate nel 2016, alla guida delle quali sono stati ingaggiati Schmarl (al suo quarto anno consecutivo con la scuderia) e Kris Richard, campione ETCC in carica. Successivamente, tuttavia, la scuderia ha annunciato di aver reingaggiato Files a bordo della terza Civic, portando a sette il numero totale delle auto iscritte.

## Risultati

### Coppa europea turismo
| Anno | Vettura             | Pilota          | 1       | 2     | 3        | 4       | 5       | 6       | 7       | 8       | 9       | 10      | 11    | 12    | PP  | Punti |
| ---- | ------------------- | --------------- | ------- | ----- | -------- | ------- | ------- | ------- | ------- | ------- | ------- | ------- | ----- | ----- | --- | ----- |
| 2013 | SEAT León Supercopa | Mario Dablander | MNZ 1 4 | MNZ 2 | SVK 1 10 | SVK 2 6 | SAL 1 4 | SAL 2 1 | PER 1 8 | PER 2 4 | BRN 1 8 | BRN 2 4 |       |       | 1°  | 69    |
| 2017 | Honda Civic TCR     | José Rodrigues  | MNZ 1   | MNZ 2 | HUN 1    | HUN 2   | NÜR 1   | NÜR 2   | VIL 1 4 | VIL 2 4 | ZOL 1   | ZOL 2   | MOS 1 | MOS 2 | 13° | 7,5   |

### SEAT León Eurocup
| Anno | Vettura             | Pilota             | 1        | 2         | 3         | 4         | 5         | 6        | 7         | 8         | 9         | 10        | 11        | 12        | 13        | 14        | PP  | Punti |
| ---- | ------------------- | ------------------ | -------- | --------- | --------- | --------- | --------- | -------- | --------- | --------- | --------- | --------- | --------- | --------- | --------- | --------- | --- | ----- |
| 2014 | SEAT León Cup Racer | Stefano Comini     | NÜR 1    | NÜR 2 13  | SAL 1 7   | SAL 2 5   | SIL 1 4   | SIL 2 1  | SPA 1 Rit | SPA 2 Rit | MNZ 1 Rit | MNZ 2 8   | CAT 1     | CAT 2     |           |           | 4°  | 56    |
| 2014 | SEAT León Cup Racer | Lorenzo Veglia     | NÜR 1 8  | NÜR 2 5   | SAL 1 3   | SAL 2 Rit | SIL 1 19† | SIL 2 16 | SPA 1 7   | SPA 2 23  | MNZ 1 14  | MNZ 2 22† | CAT 1 Rit | CAT 2 14  |           |           | 12° | 13    |
| 2014 | SEAT León Cup Racer | Jürgen Schmarl     | NÜR 1 14 | NÜR 2 7   | SAL 1 10  | SAL 2 11  | SIL 1 21† | SIL 2 14 | SPA 1 13  | SPA 2 15  | MNZ 1 13  | MNZ 2 11  | CAT 1 6   | CAT 2 6   |           |           | 13° | 8     |
| 2014 | SEAT León Cup Racer | Stéphane Kox       | NÜR 1    | NÜR 2     | SAL 1     | SAL 2     | SIL 1     | SIL 2    | SPA 1 14  | SPA 2 18  | MNZ 1     | MNZ 2     | CAT 1     | CAT 2     |           |           | 28° | 0     |
| 2014 | SEAT León Cup Racer | Mauricio Hernández | NÜR 1    | NÜR 2     | SAL 1     | SAL 2     | SIL 1     | SIL 2    | SPA 1     | SPA 2     | MNZ 1 20  | MNZ 2 12  | CAT 1 8   | CAT 2 8   |           |           | 19° | 2     |
| 2015 | SEAT León Cup Racer | Jordi Oriola       | LEC 1 7  | LEC 2 7   | EST 1 8   | EST 2 11  | SIL 1 6   | SIL 2 3  | RBR 1 14  | RBR 2 10  | NÜR 1 6   | NÜR 2 3   | MNZ 1 4   | MNZ 2     | CAT 1 10  | CAT 2 Rit | 6°  | 37    |
| 2015 | SEAT León Cup Racer | Mauricio Hernández | LEC 1 6  | LEC 2 Rit | EST 1 Rit | EST 2 Rit | SIL 1 Rit | SIL 2 10 | RBR 1 7   | RBR 2 Rit | NÜR 1 2   | NÜR 2 7   | MNZ 1 11  | MNZ 2 Rit | CAT 1 Rit | CAT 2 8   | 17° | 11    |
| 2015 | SEAT León Cup Racer | Jürgen Schmarl     | LEC 1 11 | LEC 2 9   | EST 1 12  | EST 2 16  | SIL 1 13  | SIL 2 11 | RBR 1 13  | RBR 2 8   | NÜR 1 11  | NÜR 2 10  | MNZ 1 16  | MNZ 2 5   | CAT 1 Rit | CAT 2 Rit | 20° | 5     |
| 2015 | SEAT León Cup Racer | Andrina Gugger     | LEC 1 18 | LEC 2 21  | EST 1 13  | EST 2 7   | SIL 1 17  | SIL 2 25 | RBR 1 19  | RBR 2 14  | NÜR 1 9   | NÜR 2 13  | MNZ 1 Rit | MNZ 2 Rit | CAT 1     | CAT 2     | 21° | 2     |
| 2015 | SEAT León Cup Racer | Niels Langeveld    | LEC 1    | LEC 2     | EST 1     | EST 2     | SIL 1     | SIL 2    | RBR 1     | RBR 2     | NÜR 1     | NÜR 2     | MNZ 1     | MNZ 2     | CAT 1 3   | CAT 2 10  | 17° | 7     |
| 2015 | SEAT León Cup Racer | Loris Hezemans     | LEC 1    | LEC 2     | EST 1     | EST 2     | SIL 1     | SIL 2    | RBR 1     | RBR 2 15  | NÜR 1     | NÜR 2     | MNZ 1     | MNZ 2     | CAT 1     | CAT 2     | 14° | 13    |

### TCR International Series
| Anno | Vettura             | Pilota           | 1        | 2         | 3        | 4         | 5        | 6         | 7         | 8        | 9         | 10       | 11       | 12      | 13      | 14        | 15       | 16        | 17        | 18        | 19        | 20        | 21        | 22       | PP  | Punti | PS | Punti |
| ---- | ------------------- | ---------------- | -------- | --------- | -------- | --------- | -------- | --------- | --------- | -------- | --------- | -------- | -------- | ------- | ------- | --------- | -------- | --------- | --------- | --------- | --------- | --------- | --------- | -------- | --- | ----- | -- | ----- |
| 2015 | SEAT León Cup Racer | Stefano Comini   | MAL 1    | MAL 2 4   | CIN 1 4  | CIN 2     | SPA 1 6  | SPA 2 1   | POR 1 5   | POR 2 11 | ITA 1 Rit | ITA 2 4  | SAL 1 2  | SAL 2 8 | RUS 1 4 | RUS 2 1   | RBR 1    | RBR 2 9   | SIN 1 2   | SIN 2     | THA 1 5   | THA 2 1   | MAC 1 3   | MAC 2 1  | 1°  | 342   | 1° | 669   |
| 2015 | SEAT León Cup Racer | Andrea Belicchi  | MAL 1 5  | MAL 2 5   | CIN 1 5  | CIN 2 1   | SPA 1 4  | SPA 2 SQ  | POR 1 12  | POR 2 10 | ITA 1 3   | ITA 2 5  | SAL 1 3  | SAL 2 5 | RUS 1 3 | RUS 2 Rit | RBR 1 2  | RBR 2 11† | SIN 1     | SIN 2     | THA 1     | THA 2     | MAC 1 8   | MAC 2    | 6°  | 186   | 1° | 669   |
| 2015 | SEAT León Cup Racer | Michel Nykjær    | MAL 1 8  | MAL 2 Rit | CIN 1 9  | CIN 2 5   | SPA 1 7  | SPA 2     | POR 1 Rit | POR 2 1  | ITA 1 13† | ITA 2 NP | SAL 1 12 | SAL 2 1 | RUS 1 9 | RUS 2 7   | RBR 1    | RBR 2     | SIN 1     | SIN 2     | THA 1     | THA 2     | MAC 1     | MAC 2    | 9°  | 100   | 1° | 669   |
| 2015 | SEAT León Cup Racer | Loris Hezemans   | MAL 1    | MAL 2     | CIN 1    | CIN 2     | SPA 1    | SPA 2     | POR 1     | POR 2    | ITA 1     | ITA 2    | SAL 1    | SAL 2   | RUS 1   | RUS 2     | RBR 1    | RBR 2     | SIN 1 9   | SIN 2 8   | THA 1 6   | THA 2     | MAC 1     | MAC 2    | 12° | 32    | 1° | 669   |
| 2015 | SEAT León Cup Racer | Rafaël Galiana   | MAL 1    | MAL 2     | CIN 1    | CIN 2     | SPA 1    | SPA 2     | POR 1     | POR 2    | ITA 1     | ITA 2    | SAL 1    | SAL 2   | RUS 1   | RUS 2     | RBR 1    | RBR 2     | SIN 1 13  | SIN 2 11  | THA 1 22† | THA 2 10  | MAC 1 NP  | MAC 2 NP | 41° | 1     | 1° | 669   |
| 2015 | SEAT León Cup Racer | Jiang Tengyi     | MAL 1    | MAL 2     | CIN 1 12 | CIN 2 9   | SPA 1    | SPA 2     | POR 1     | POR 2    | ITA 1     | ITA 2    | SAL 1    | SAL 2   | RUS 1   | RUS 2     | RBR 1    | RBR 2     | SIN 1     | SIN 2     | THA 1     | THA 2     | MAC 1     | MAC 2    | 40° | 2     | 1° | 669   |
| 2015 | SEAT León Cup Racer | Michela Cerruti  | MAL 1    | MAL 2     | CIN 1    | CIN 2     | SPA 1    | SPA 2     | POR 1     | POR 2    | ITA 1     | ITA 2    | SAL 1    | SAL 2   | RUS 1   | RUS 2     | RBR 1 10 | RBR 2 8   | SIN 1     | SIN 2     | THA 1     | THA 2     | MAC 1     | MAC 2    | 31° | 5     | 1° | 669   |
| 2015 | SEAT León Cup Racer | Gabriele Marotta | MAL 1    | MAL 2     | CIN 1    | CIN 2     | SPA 1    | SPA 2     | POR 1     | POR 2    | ITA 1     | ITA 2    | SAL 1    | SAL 2   | RUS 1   | RUS 2     | RBR 1 13 | RBR 2 10  | SIN 1     | SIN 2     | THA 1     | THA 2     | MAC 1     | MAC 2    | 44° | 1     | 1° | 669   |
| 2015 | SEAT León Cup Racer | Jordi Oriola     | MAL 1 NP | MAL 2 NP  | CIN 1    | CIN 2     | SPA 1 NC | SPA 2 Rit | POR 1     | POR 2    | ITA 1     | ITA 2    | SAL 1    | SAL 2   | RUS 1   | RUS 2     | RBR 1    | RBR 2     | SIN 1     | SIN 2     | THA 1     | THA 2     | MAC 1 5   | MAC 2 8† | 19° | 14    | 1° | 669   |
| 2015 | SEAT León Cup Racer | Keith Chan       | MAL 1    | MAL 2     | CIN 1    | CIN 2     | SPA 1    | SPA 2     | POR 1     | POR 2    | ITA 1     | ITA 2    | SAL 1    | SAL 2   | RUS 1   | RUS 2     | RBR 1    | RBR 2     | SIN 1     | SIN 2     | THA 1     | THA 2     | MAC 1 18  | MAC 2 7  | 29° | 6     | 1° | 669   |
| 2015 | SEAT León Cup Racer | Francisco Mora   | MAL 1    | MAL 2     | CIN 1    | CIN 2     | SPA 1    | SPA 2     | POR 1 10  | POR 2 8  | ITA 1     | ITA 2    | SAL 1    | SAL 2   | RUS 1   | RUS 2     | RBR 1    | RBR 2     | SIN 1     | SIN 2     | THA 1     | THA 2     | MAC 1 Rit | MAC 2 NP | 30° | 5     | 1° | 669   |
| 2016 | Opel Astra TCR      | Jordi Oriola     | BHR 1 11 | BHR 2 6   | POR 1    | POR 2     | BEL 1    | BEL 2     |           |          |           |          |          |         |         |           |          |           |           |           |           |           |           |          | 17° | 17    | 6° | 66,5  |
| 2016 | Opel Astra TCR      | Andrea Belicchi  | BHR 1 14 | BHR 2 Rit | POR 1    | POR 2     | BEL 1    | BEL 2     | ITA 1     | ITA 2    | AUT 1     | AUT 2    | GER 1    | GER 2   | RUS 1   | RUS 2     | THA 1    | THA 2     | SIN 1     | SIN 2     | MAL 1     | MAL 2     | MAC 1 8   | MAC 2 9  | 28° | 4     | 6° | 66,5  |
| 2016 | Honda Civic TCR     | Jordi Oriola     |          |           |          |           |          |           | ITA 1 Rit | ITA 2 9  | AUT 1 Rit | AUT 2 7  | GER 1    | GER 2   | RUS 1   | RUS 2     | THA 1    | THA 2     | SIN 1 12  | SIN 2 11  | MAL 1     | MAL 2     | MAC 1 NP  | MAC 2 NP | 17° | 17    | 6° | 66,5  |
| 2016 | Honda Civic TCR     | Rafaël Galiana   | BHR 1    | BHR 2     | POR 1    | POR 2     | BEL 1    | BEL 2     | ITA 1     | ITA 2    | AUT 1     | AUT 2    | GER 1    | GER 2   | RUS 1   | RUS 2     | THA 1 14 | THA 2 Rit | SIN 1 14  | SIN 2 16† | MAL 1 NP  | MAL 2 20  |           |          | 34° | 2     | 6° | 66,5  |
| 2016 | Honda Civic TCR     | Roberto Colciago | BHR 1    | BHR 2     | POR 1    | POR 2     | BEL 1    | BEL 2     | ITA 1     | ITA 2    | AUT 1     | AUT 2    | GER 1    | GER 2   | RUS 1   | RUS 2     | THA 1    | THA 2     | SIN 1     | SIN 2     | MAL 1     | MAL 2 Rit | MAC 1     | MAC 2    | 14° | 30    | 6° | 66,5  |
| 2016 | Honda Civic TCR     | Josh Files       | BHR 1    | BHR 2     | POR 1    | POR 2     | BEL 1    | BEL 2     | ITA 1     | ITA 2    | AUT 1     | AUT 2    | GER 1    | GER 2   | RUS 1   | RUS 2     | THA 1    | THA 2     | SIN 1     | SIN 2     | MAL 1     | MAL 2     | MAC 1 14  | MAC 2 6  | 24° | 4,5   | 6° | 66,5  |
| 2016 | SEAT León TCR       | Rafaël Galiana   |          |           |          |           |          |           |           |          |           |          |          |         |         |           |          |           |           |           |           |           | MAC 1 10  | MAC 2 14 | 34° | 2     | 6° | 66,5  |
| 2016 | SEAT León TCR       | Loris Hezemans   | BHR 1    | BHR 2     | POR 1 9  | POR 2 Rit | BEL 1 15 | BEL 2 11  | ITA 1     | ITA 2    | AUT 1     | AUT 2    | GER 1    | GER 2   | RUS 1   | RUS 2     | THA 1    | THA 2     | SIN 1 16† | SIN 2 Rit | MAL 1 11  | MAL 2 6   | MAC 1     | MAC 2    | 20° | 10    | 6° | 66,5  |

### Coppa del mondo turismo
| Anno | Vettura               | Pilota          | 1        | 2         | 3        | 4        | 5        | 6         | 7        | 8         | 9     | 10    | 11    | 12    | 13       | 14       | 15    | 16    | PP  | Punti | PS  | Punti |
| ---- | --------------------- | --------------- | -------- | --------- | -------- | -------- | -------- | --------- | -------- | --------- | ----- | ----- | ----- | ----- | -------- | -------- | ----- | ----- | --- | ----- | --- | ----- |
| 2021 | Hyundai Elantra N TCR | Jessica Bäckman | GER 1 21 | GER 2 14  | POR 1 16 | POR 2 16 | SPA 1 19 | SPA 2 17  | UNG 1 20 | UNG 2 21  | CEC 1 | CEC 2 | FRA 1 | FRA 2 | ITA 1    | ITA 2    | RUS 1 | RUS 2 | 21° | 2     | 11° | 3     |
| 2021 | Hyundai Elantra N TCR | Jessica Bäckman | GER 1 20 | GER 2 Rit | POR 1 15 | POR 2 17 | SPA 1 16 | SPA 2 Rit | UNG 1 19 | UNG 2 Rit | CEC 1 | CEC 2 | FRA 1 | FRA 2 | ITA 1    | ITA 2    | RUS 1 | RUS 2 | 22° | 1     | 11° | 3     |
| 2021 | Hyundai Elantra N TCR | Nicola Baldan   | GER 1    | GER 2     | POR 1    | POR 2    | SPA 1    | SPA 2     | UNG 1 18 | UNG 2 20  | CEC 1 | CEC 2 | FRA 1 | FRA 2 | ITA 1 19 | ITA 2 18 | RUS 1 | RUS 2 | 23° | 0     | 11° | 3     |

### ADAC TCR Germany Touring Car Championship
| Anno | Vettura           | Pilota             | 1         | 2        | 3         | 4         | 5         | 6         | 7         | 8         | 9         | 10        | 11       | 12        | 13       | 14        | PP  | Punti | PS  | Punti |
| ---- | ----------------- | ------------------ | --------- | -------- | --------- | --------- | --------- | --------- | --------- | --------- | --------- | --------- | -------- | --------- | -------- | --------- | --- | ----- | --- | ----- |
| 2016 | Honda Civic TCR   | Josh Files         | OSC 1     | OSC 2 1  | SAC 1 Rit | SAC 2 6   | OSC 3 9   | OSC 4 1   | RBR 1     | RBR 2 Rit | NÜR 1     | NÜR 2 3   | ZAN 1 2  | ZAN 2 5   | HOC 1    | HOC 2 Rit | 1°  | 222   | 1°  | 232   |
| 2016 | Honda Civic TCR   | Jürgen Schmarl     | OSC 1 10  | OSC 2 3  | SAC 1 Rit | SAC 2 9   | OSC 3 11  | OSC 4 8   | RBR 1 4   | RBR 2 10  | NÜR 1 10  | NÜR 2 8   | ZAN 1    | ZAN 2     | HOC 1 16 | HOC 2 9   | 10° | 60    | 1°  | 232   |
| 2016 | Honda Civic TCR   | Mike Beckhusen     | OSC 1 Rit | OSC 2 11 | SAC 1 10  | SAC 2 13  | OSC 3 13  | OSC 4 12  | RBR 1     | RBR 2     | NÜR 1     | NÜR 2     | ZAN 1    | ZAN 2     | HOC 1    | HOC 2     | 22° | 2     | 1°  | 232   |
| 2016 | Honda Civic TCR   | Andrea Belicchi    | OSC 1     | OSC 2    | SAC 1     | SAC 2     | OSC 3     | OSC 4     | RBR 1 2   | RBR 2 13  | NÜR 1     | NÜR 2     | ZAN 1    | ZAN 2     | HOC 1    | HOC 2     | 16° | 20    | 12° | 41    |
| 2016 | Honda Civic TCR   | Dennis Strandberg  | OSC 1     | OSC 2    | SAC 1     | SAC 2     | OSC 3     | OSC 4     | RBR 1     | RBR 2     | NÜR 1     | NÜR 2     | ZAN 1    | ZAN 2     | HOC 1 2  | HOC 2     | NC  | 0     | 12° | 41    |
| 2016 | SEAT León TCR     | Francisco Mora     | OSC 1     | OSC 2    | SAC 1     | SAC 2     | OSC 3     | OSC 4     | RBR 1     | RBR 2     | NÜR 1 15  | NÜR 2 9   | ZAN 1    | ZAN 2     | HOC 1    | HOC 2     | 20° | 7     | 12° | 41    |
| 2016 | SEAT León TCR     | Simon Larsson      | OSC 1     | OSC 2    | SAC 1     | SAC 2     | OSC 3     | OSC 4     | RBR 1     | RBR 2     | NÜR 1     | NÜR 2     | ZAN 1 16 | ZAN 2 Rit | HOC 1 15 | HOC 2 Rit | 23° | 2     | 12° | 41    |
| 2017 | Honda Civic TCR   | Josh Files         | OSC 1     | OSC 2 3  | RBR 1     | RBR 2 1   | OSC 3 10  | OSC 4 2   | ZAN 1 3   | ZAN 2 14  | NÜR 1     | NÜR 2 Rit | SAC 1 4  | SAC 2 1   | HOC 1 10 | HOC 2 1   | 1°  | 411   | 1°  | 424   |
| 2017 | Honda Civic TCR   | Kris Richard       | OSC 1 4   | OSC 2 7  | RBR 1 22  | RBR 2 4   | OSC 3 31  | OSC 4 13  | ZAN 1 Rit | ZAN 2 12  | NÜR 1 12  | NÜR 2 26  | SAC 1 8  | SAC 2 3   | HOC 1 8  | HOC 2 Rit | 10° | 178   | 1°  | 424   |
| 2017 | Honda Civic TCR   | Jürgen Schmarl     | OSC 1 5   | OSC 2 18 | RBR 1 8   | RBR 2 Rit | OSC 3 Rit | OSC 4 Rit | ZAN 1 25  | ZAN 2 24  | NÜR 1 31  | NÜR 2 7   | SAC 1 16 | SAC 2 15  | HOC 1 22 | HOC 2 22  | 20° | 81    | 12° | 180   |
| 2017 | Honda Civic TCR   | José Rodrigues     | OSC 1 20  | OSC 2 4  | RBR 1 28  | RBR 2 8   | OSC 3 13  | OSC 4 21  | ZAN 1 NP  | ZAN 2 NP  | NÜR 1 20  | NÜR 2 Rit | SAC 1    | SAC 2     | HOC 1    | HOC 2     | 22° | 57    | 12° | 180   |
| 2017 | Audi RS3 LMS TCR  | Tim Zimmermann     | OSC 1 7   | OSC 2    | RBR 1 Rit | RBR 2 15  | OSC 3 5   | OSC 4 11  | ZAN 1 17  | ZAN 2 30  | NÜR 1 11  | NÜR 2 29  | SAC 1 6  | SAC 2 26  | HOC 1 30 | HOC 2 31  | 15° | 141   | 10° | 218   |
| 2017 | Audi RS3 LMS TCR  | Tom Lautenschlager | OSC 1 9   | OSC 2 11 | RBR 1 Rit | RBR 2 13  | OSC 3 17  | OSC 4 6   | ZAN 1 Rit | ZAN 2 19  | NÜR 1 18  | NÜR 2 15  | SAC 1 18 | SAC 2 14  | HOC 1 16 | HOC 2 16  | 19° | 95    | 10° | 218   |
| 2017 | Audi RS3 LMS TCR  | Simon Larsson      | OSC 1 27  | OSC 2 25 | RBR 1 26  | RBR 2 31  | OSC 3 Rit | OSC 4 22  | ZAN 1 20  | ZAN 2 28  | NÜR 1 Rit | NÜR 2 30  | SAC 1 23 | SAC 2 29  | HOC 1 29 | HOC 2 Rit | 38° | 3     | 20° | 55    |
| 2017 | Audi RS3 LMS TCR  | Gosia Rdest        | OSC 1 31  | OSC 2 27 | RBR 1 Rit | RBR 2 30  | OSC 3 22  | OSC 4 Rit | ZAN 1 6   | ZAN 2 Rit | NÜR 1 NP  | NÜR 2 NP  | SAC 1    | SAC 2     | HOC 1    | HOC 2     | 30° | 26    | 20° | 55    |
| 2019 | Hyundai i30 N TCR | Jessica Bäckman    | OSC 1     | OSC 2    | MST 1 Rit | MST 2 13  | RBR 1     | RBR 2     | ZAN 1     | ZAN 2     | NÜR 1     | NÜR 2     | HOC 1 7  | HOC 2     | SAC 1    | SAC 2     | NC  | NC    | NC  | NC    |
| 2019 | Hyundai i30 N TCR | Andreas Bäckman    | OSC 1     | OSC 2    | MST 1     | MST 2     | RBR 1     | RBR 2     | ZAN 1     | ZAN 2     | NÜR 1     | NÜR 2     | HOC 1 8  | HOC 2 11  | SAC 1    | SAC 2     | NC  | 0     | NC  | NC    |

### TCR Europe Touring Car Series
| Anno | Vettura           | Pilota            | 1        | 2         | 3         | 4         | 5         | 6         | 7         | 8         | 9         | 10        | 11        | 12        | 13       | 14        | PP  | Punti | PS | Punti |
| ---- | ----------------- | ----------------- | -------- | --------- | --------- | --------- | --------- | --------- | --------- | --------- | --------- | --------- | --------- | --------- | -------- | --------- | --- | ----- | -- | ----- |
| 2018 | Hyundai i30 N TCR | Dušan Borković    | LEC 1    | LEC 2 1   | ZAN 1 5   | ZAN 2 18  | SPA 3 4   | SPA 4 7   | HUN 1     | HUN 2 Rit | ASS 1 6   | ASS 2 3   | MNZ 1 SQ  | MNZ 2 SQ  | CAT 1 2  | CAT 2 Rit | 3°  | 154   | 2° | 272   |
| 2018 | Hyundai i30 N TCR | Kris Richard      | LEC 1 12 | LEC 2 14  | ZAN 1 14  | ZAN 2 5   | SPA 3 6   | SPA 4 2   | HUN 1 5   | HUN 2 7   | ASS 1 3   | ASS 2 6   | MNZ 1 12  | MNZ 2 7   | CAT 1 SQ | CAT 2 SQ  | 7°  | 84    | 2° | 272   |
| 2018 | Hyundai i30 N TCR | Reece Barr        | LEC 1 5  | LEC 2 17† | ZAN 1 Rit | ZAN 2 NP  | SPA 3 Rit | SPA 4 8   | HUN 1 17  | HUN 2 6   | ASS 1 11  | ASS 2 10  | MNZ 1 16  | MNZ 2 9   | CAT 1 9  | CAT 2 10  | 15° | 29    | 2° | 272   |
| 2018 | Hyundai i30 N TCR | Peter Terting     | LEC 1    | LEC 2     | ZAN 1     | ZAN 2     | SPA 3     | SPA 4     | HUN 1     | HUN 2     | ASS 1 21† | ASS 2 12  | MNZ 1 8   | MNZ 2 6   | CAT 1 10 | CAT 2 5   | 20° | 23    | 2° | 272   |
| 2019 | Hyundai i30 N TCR | Josh Files        | HUN 1 2  | HUN 2 8   | HOC 1     | HOC 2 8   | SPA 3 Rit | SPA 4 14  | RBR 1     | RBR 2     | OSC 1 3   | OSC 2 3   | CAT 1 21  | CAT 2 5   | MNZ 1 3  | MNZ 2 1   | 1°  | 352   | 1° | 792   |
| 2019 | Hyundai i30 N TCR | Andreas Bäckman   | HUN 1 10 | HUN 2 14  | HOC 1 5   | HOC 2 4   | SPA 3 13  | SPA 4 3   | RBR 1 12  | RBR 2 9   | OSC 1 SQ  | OSC 2 9   | CAT 1     | CAT 2 10  | MNZ 1 7  | MNZ 2 15  | 4°  | 218   | 1° | 792   |
| 2019 | Hyundai i30 N TCR | Maťo Homola       | HUN 1    | HUN 2 11  | HOC 1 Rit | HOC 2 Rit | SPA 3 7   | SPA 4 2   | RBR 1 9   | RBR 2 6   | OSC 1 6   | OSC 2 Rit | CAT 1 13  | CAT 2 16  | MNZ 1 5  | MNZ 2 14  | 8°  | 194   | 1° | 792   |
| 2019 | Hyundai i30 N TCR | Jessica Bäckman   | HUN 1 9  | HUN 2 5   | HOC 1 13  | HOC 2 3   | SPA 3 23  | SPA 4 16  | RBR 1 Rit | RBR 2 23† | OSC 1 Rit | OSC 2 6   | CAT 1 16  | CAT 2 27† | MNZ 1 26 | MNZ 2 18  | 19° | 70    | 1° | 792   |
| 2019 | Hyundai i30 N TCR | Dušan Borković    | HUN 1 4  | HUN 2 4   | HOC 1 14  | HOC 2 Rit | SPA 3 12  | SPA 4 Rit | RBR 1 6   | RBR 2 SQ  | OSC 1     | OSC 2     | CAT 1     | CAT 2     | MNZ 1    | MNZ 2     | 18° | 85    | 1° | 792   |
| 2019 | Hyundai i30 N TCR | Dominik Baumann   | HUN 1    | HUN 2     | HOC 1     | HOC 2     | SPA 3     | SPA 4     | RBR 1     | RBR 2     | OSC 1 4   | OSC 2 4   | CAT 1 7   | CAT 2 9   | MNZ 1 8  | MNZ 2 10  | 15° | 111   | 1° | 792   |
| 2020 | Hyundai i30 N TCR | John Filippi      | LEC 1 3  | LEC 2 7   | ZOL 1 12  | ZOL 2 9   | MNZ 1 5   | MNZ 2 9   | CAT 1 8   | CAT 2 10  | SPA 1 5   | SPA 2 3   | JAR 1 11  | JAR 2 1   |          |           | 2°  | 257   | 2° | 515   |
| 2020 | Hyundai i30 N TCR | Andreas Bäckman   | LEC 1 7  | LEC 2 4   | ZOL 1 Rit | ZOL 2 Rit | MNZ 1 NP  | MNZ 2 NP  | CAT 1 7   | CAT 2 1   | SPA 1 4   | SPA 2 7   | JAR 1 6   | JAR 2 6   |          |           | 6°  | 209   | 2° | 515   |
| 2020 | Hyundai i30 N TCR | Jessica Bäckman   | LEC 1 21 | LEC 2 10  | ZOL 1 Rit | ZOL 2 10  | MNZ 1 7   | MNZ 2 14  | CAT 1 15  | CAT 2 18  | SPA 1 Rit | SPA 2 14  | JAR 1 Rit | JAR 2 19  |          |           | 18° | 60    | 2° | 515   |
| 2020 | Hyundai i30 N TCR | José Manuel Sapag | LEC 1    | LEC 2     | ZOL 1     | ZOL 2     | MNZ 1     | MNZ 2     | CAT 1 12  | CAT 2 8   | SPA 1 13  | SPA 2 Rit | JAR 1 18  | JAR 2 13  |          |           | 20° | 36    | 2° | 515   |

### TCR Italy Touring Car Championship
| Anno | Vettura           | Pilota             | 1         | 2         | 3        | 4        | 5        | 6         | 7        | 8         | 9         | 10        | 11        | 12        | 13       | 14        | PP  | Punti |
| ---- | ----------------- | ------------------ | --------- | --------- | -------- | -------- | -------- | --------- | -------- | --------- | --------- | --------- | --------- | --------- | -------- | --------- | --- | ----- |
| 2017 | Audi RS3 LMS TCR  | Giacomo Altoè      | ADR 1     | ADR 2     | MIS 1    | MIS 2    | MNZ 1    | MNZ 2     | MUG 1    | MUG 2     | IMO 3     | IMO 4     | VAL 1     | VAL 2     | MNZ 3 1  | MNZ 4 2   | 8°  | 45    |
| 2018 | Honda Civic TCR   | Jürgen Schmarl     | IMO 1 7   | IMO 2 14  | PRI 1 5  | PRI 2 4  | MIS 1 6  | MIS 2 1   | MUG 1 10 | MUG 2 10  | IMO 3 5   | IMO 4 7   | VAL 1 NP  | VAL 2 NP  | MNZ 1 9  | MNZ 2 Rit | 8°  | 55    |
| 2018 | Honda Civic TCR   | Marco Pellegrini   | IMO 1 Rit | IMO 2 10  | PRI 1 4  | PRI 2 5  | MIS 1 7  | MIS 2 Rit | MUG 1 4  | MUG 2 5   | IMO 3 Rit | IMO 4 Rit | VAL 1 Rit | VAL 2 14† | MNZ 1 11 | MNZ 2 Rit | 13° | 31,5  |
| 2018 | Honda Civic TCR   | José Rodrigues     | IMO 1 4   | IMO 2 6   | PRI 1 6  | PRI 2 3  | MIS 1 15 | MIS 2 NP  | MUG 1 6  | MUG 2 Rit | IMO 3 Rit | IMO 4 13  | VAL 1     | VAL 2     | MNZ 1    | MNZ 2     | 14° | 29    |
| 2018 | Honda Civic TCR   | César Machado      | IMO 1     | IMO 2     | PRI 1    | PRI 2    | MIS 1    | MIS 2     | MUG 1 6  | MUG 2 Rit | IMO 3 Rit | IMO 4 13  | VAL 1     | VAL 2 17† | MNZ 1    | MNZ 2     | 18° | 22    |
| 2019 | Hyundai i30 N TCR | Marco Pellegrini   | MNZ 1 9   | MNZ 2 4   | MIS 1    | MIS 2 5  | IMO 1 3  | IMO 2 5   | MUG 1    | MUG 2     | IMO 3 11† | IMO 4 8   | VAL 1 11† | VAL 2 Rit | MNZ 3 1  | MNZ 4 8   | 4°  | 127   |
| 2020 | Hyundai i30 N TCR | Marco Pellegrini   | MUG 1 2   | MUG 2 3   | MIS 1 4  | MIS 2    | IMO 1 20 | IMO 2 8   | VAL 1 6  | VAL 2 4   | MNZ 1 7   | MNZ 2 Rit | IMO 3 11  | IMO 4 18† |          |           | 4°  | 117   |
| 2020 | Hyundai i30 N TCR | Francesca Raffaele | MUG 1 5   | MUG 2 Rit | MIS 1 11 | MIS 2 11 | IMO 1 22 | IMO 2 16  | VAL 1 13 | VAL 2 Rit | MNZ 1 12  | MNZ 2 4   | IMO 3 9   | IMO 4 7   |          |           | 13° | 54    |
| 2021 | Hyundai i30 N TCR | Antti Buri         | MNZ 1 5   | MNZ 2 9   | MIS 1 2  | MIS 2 1  | VAL 1 3  | VAL 2     | IMO 1 5  | IMO 2     | IMO 3 5   | IMO 4 Rit | MUG 1     | MUG 2     |          |           | 1°  | 358   |
| 2021 | Hyundai i30 N TCR | Nicola Baldan      | MNZ 1 6   | MNZ 2 6   | MIS 1 3  | MIS 2    | VAL 1 5  | VAL 2 5   | IMO 1 4  | IMO 2 5   | IMO 3 2   | IMO 4 2   | MUG 1 5   | MUG 2 Rit |          |           | 4°  | 316   |
| 2021 | Hyundai i30 N TCR | Cesare Brusa       | MNZ 1     | MNZ 2     | MIS 1    | MIS 2    | VAL 1    | VAL 2     | IMO 1 21 | IMO 2 Rit | IMO 3     | IMO 4     | MUG 1     | MUG 2     |          |           | NC  | 0     |
| 2021 | Hyundai i30 N TCR | Fabio Antonello    | MNZ 1     | MNZ 2     | MIS 1    | MIS 2    | VAL 1    | VAL 2     | IMO 1    | IMO 2     | IMO 3 Rit | IMO 4 9   | MUG 1 10  | MUG 2 Rit |          |           | NC  | 0     |